# Эфраимсон, Алекса
Алекса Эфраимсон (англ. Alexa Efraimson; род. 20 февраля 1997, Камас, Вашингтон) — американская легкоатлетка, специалистка по бегу на средние дистанции. Выступает на профессиональном уровне с 2014 года, обладательница бронзовой медали Панамериканских игр, бронзовая призёрка юношеского чемпионата мира, победительница и призёрка первенств национального значения, участница ряда крупных международных стартов.

## Биография
Алекса Эфраимсон родилась 20 февраля 1997 года в городе Камас, штат Вашингтон. Происходит из семьи с богатыми спортивными традициями, в частности её мать Шантель выступала за команду по плаванию Университета штата Орегон.
Занималась лёгкой атлетикой во время учёбы в местной старшей школе Camas High School, успешно выступала на юниорских школьных соревнованиях, установив несколько национальных рекордов в беге на 1500 и 3000 метров.
В 2013 году вошла в состав американской сборной и выступила на юношеском мировом первенстве в Донецке, где в 1500-метровой дисциплине завоевала бронзовую награду.
В 2014 году одержала победу на чемпионате США среди юниоров, финишировала шестой на домашнем юниорском мировом первенстве в Юджине. С этого момента регулярно участвовала в коммерческих стартах как профессиональная спортсменка, подписав контракт с компанией Nike.
В 2016 году на национальном олимпийском отборочном турнире в Юджине стала шестой в дисциплине 1500 метров. На юниорском мировом первенстве в Быдгоще пришла к финишу пятой.
В 2017 году среди прочего финишировала пятой в 1500-метровом беге на чемпионате США в Сакраменто.
В 2018 году получила серебро на турнире Prefontaine Classic в Юджине, показала четвёртый результат на турнире ISTAF в Берлине.
В 2019 году стала девятой на этапе Бриллиантовой лиги в Шанхае, выиграла бронзовую медаль на Панамериканских играх в Лиме.
В 2022 году выиграла соревнования по бегу на 1 милю в Бостоне, заняла восьмое место на чемпионате США в помещении в Спокане.